# Johannes von Nepomuk Franz Xaver Gistel
Johannes von Nepomuk Franz Xaver Gistel (11 agosto 1809 – 9 marzo 1873) è stato un naturalista ed entomologo tedesco.
Fu autore di opere entomologiche come Die jetzt lebenden Entomologen, Kerffreunde und kerfsammler Europa’s und der übrigen Continente (1836).
Ha anche descritto delle specie di rettili, anfibi e molluschi.
Gistel viveva a Monaco di Baviera. Parte delle sue collezioni sono nel Zoologische Staatssammlung München.

## Opere principali
- Gistel, J., 1831. Entomologische Fragmente. Isis, 3: 301-310.
- Gistel, J., 1834. Die Insecten-Doubletten aus der Sammlung des Grafen Rudolph von Jenison Walworth zu Regensburg, welche sowohl im Kauf als im Tausche abgegeben werden, Nro. Käfer, München, II + 35 pp.
- Gistel, J., 1839. Systema Insectorum, secundum classes, ordines, genera, species cum characteribus, synonymis, annotationibus, locis et iconibus. Tomus imus. Coleoptera. Monachii, Heft I, 1837: 16 + 64 pp. + 1 pl., Heft II, 1838: 65-113.
- Gistel, J., 1848. Naturgeschichte des Thierreichs für höhere Schulen. Stuttgart, 216 pp. + 32 pl.
- Gistel, J., 1857. Vacuna oder die Geheimnisse aus der organischen und leblosen Welt. Ungedruckte Originalien-Sammlung von grösstentheils noch lebenden und verstorbenen gelehrten aus dem gebiete sämmtlicher Naturwischenschaften, der Medizin, Literaturgeschichte, des Forst- und Jagdwesens, der Oekonomie, Geschichte, Biographie und der freien schönen Künste, herausgeg. Straubing, Band I, 4+453 pp, Band II, 1031 pp.